# Tom Gale (Leichtathlet)
Tom Gale (* 18. Dezember 1998 in Bath) ist ein britischer Leichtathlet, der sich auf den Hochsprung spezialisiert hat.

## Sportliche Laufbahn
Erste internationale Erfahrungen sammelte Tom Gale im Jahr 2016, als er bei den U20-Weltmeisterschaften in Bydgoszcz mit übersprungenen 2,18 m im Finale den neunten Platz belegte. Im Jahr darauf gewann er dann bei den U20-Europameisterschaften in Grosseto mit einer Höhe von 2,28 m die Bronzemedaille und 2018 schied er bei den Commonwealth Games im australischen Gold Coast für England startend mit 2,18 m in der Qualifikation aus. 2019 nahm er an den U23-Europameisterschaften in Gävle teil und gewann dort mit einem Sprung über 2,27 m die Silbermedaille hinter dem Weißrussen Maksim Nedassekau. 2021 nahm er an den Olympischen Spielen in Tokio teil und belegte dort mit 2,27 m im Finale Rang elf.
2021 wurde Gale britischer Meister im Hochsprung im Freien sowie 2020 in der Halle.

## Persönliche Bestleistungen
- Freiluft: 2,30 m, 29. Juli 2017 in Bedford
- Halle: 2,33 m, 8. Februar 2020 in Hustopeče